# 臭椿
臭椿原名樗，又名大眼桐、姑姑翅、臭桐，属于苦木科，是一种落叶树。它原产于东亚北部与中部。与臭椿属其他成员不同，它生长在气候温和的地带而不是热带地区。这种树木生长迅速，适应环境能力强，可以在25年内达到15米（50英尺）的高度。然而此物种寿命较短，极少生存超过50年。
在中国，臭椿历史悠久且分布广泛。爾雅、說文解字、急救篇等古老字書均有記載。由于传说可以治疗从精神疾病到秃顶的各种病症，它也在无数中文医学文献中被列出。其根、叶及树皮至今仍在中医中，主要作为一种收敛剂使用。这种树作为樗蚕（参与丝绸生产的一种蛾）的一种寄生植物，已被广泛种植于中国及其他国家。臭椿也已成为了西方文化的一部分，美国贝蒂·史密斯所著的个人最畅销的小说《布鲁克林有棵树》的主要象征及主题即为这种树。
此树在18世纪40年代从中国传至欧洲， 在1784年传至美国。在中国风统治着欧洲艺术的时期，它是首批传至欧洲的树种之一，最初是作为一种美丽的花园样本而受到欢迎。然而在园艺家熟悉了其吸枝习性与难闻的气味之后，这种热情便很快减弱。尽管如此，它仍在19世纪广泛用作行道树。除欧洲和美国之外，这种植物已传播到很多超出其原分布地的其他地区。由于它会迅速移植至受干扰区并抑制植物与化感物质之间的竞争，它在其中许多地区变成了入侵物种。在澳大利亚、美国、新西兰和几个南欧与东欧的国家，它被视为一种有害的杂草。砍伐后，这种树还会茁壮地再次发芽，因此将其根除十分困难而且非常费时。

## 特征

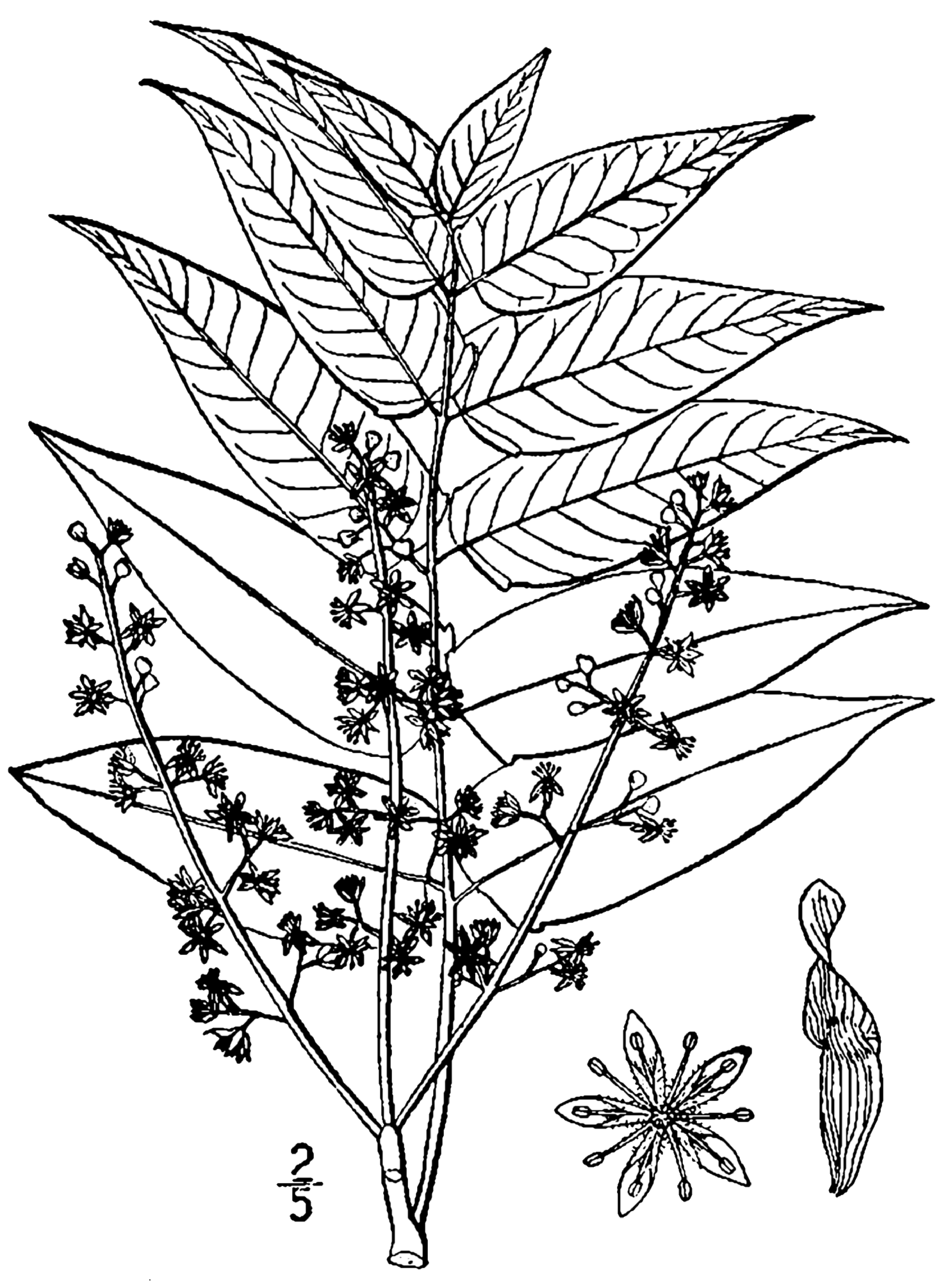
叶、花及翅果的植物学绘图，来自布里顿与布朗1913年出版的Illustrated flora of the northern states and Canada

臭椿是一种中型树木，高度在17至27米（56至90英尺）之间，胸高处直径能成长到1米左右（40英寸）。树皮光滑，呈浅灰色，但由于树的年龄，常常会出现淡褐色裂缝，使树皮变得有点粗糙。细枝坚实，光滑但稍有软毛，色彩为略带红色或栗色。 这些细枝拥有皮孔和心形的叶痕（即叶落后留在细枝上的痕迹），叶痕边界周围有许多维管束痕（即叶脉曾连接至树处的小分界线）。花蕾长着精细的茸毛，为圆顶状，部分藏在叶柄后，但休眠季节，它们在可在叶痕弯缺处完全可见。树枝为浅灰至深灰色，平滑，有光泽；随年龄增长，树枝上凸起的皮孔变成了裂缝。树枝末端下垂。植物所有部分都有一种与众不同的的强烈气味，这种气味常被比作腐烂的花生或腰果的气味。
葉片较大，为奇数或偶数羽状复叶，交替排列于叶柄之上。它们的长度在30至90厘米（1至3英尺）之间，包括10至41片成对分布的小叶，最大的叶片发现于强健的新梢上。叶轴为浅绿至带红的绿色，其基部膨大。小叶为卵状披针形，边缘完整，叶片不完全对称，有时相互之间不直接对生。每片小叶为5至18厘米（2至7英寸）长，2.5至5厘米（1至2英寸）宽，末端为长锥形，而基部有两至四个细齿，每一个都在末梢处有一个或更多腺。小叶的上端颜色为深绿，叶脉浅绿，而下端是带白色的绿色。叶柄为5至12毫米（0.2至0.5英尺）长。浅裂的基部与腺与相似的漆树不同，可据此区分。

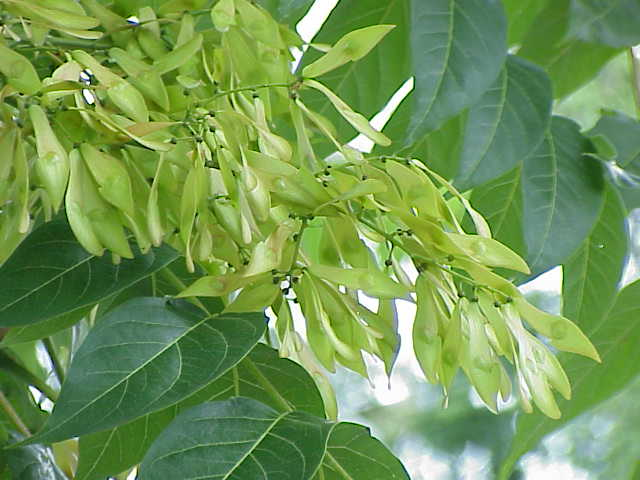
雌树上未成熟的种子

花较小，以大型圆锥花序出现，长度最大达到50厘米（20英寸），出现于新芽末端。单独的花朵有从黄绿色至略带红色的颜色，每朵有五片花瓣和花萼。花萼为杯状，浅裂并连生，而花瓣为镊合状（即在边缘处接触但不重叠），白色，有朝向内部的绒毛。臭椿在南方最早于四月中旬开花，在北方则不晚于六月。臭椿是雌雄异体的，雄花与雌花长在不同个体上。雄树产生多于雌树四倍的花，这使雄花更显眼。此外，雄性的植物会在开花吸引授粉的昆虫时放出一种难闻的气味。雌花包括十枚（偶尔会因发育不全而只有五枚）不育雄蕊，花药为心形。雌蕊由五片分离的心皮组成，每一片包含一个单独的胚珠。其花柱结合起来，外形细长，柱头为星形。雄花外观与此相似，当然，它们没有雌蕊，而雄蕊是有用的，每一枚顶端都有球状的花药和一个含腺的绿色花盘。种子长在雌树上，直径5毫米，每一个都包在2.5厘米（1英寸）长，1厘米（0.4英寸）宽的翅果内，在六至八月显露出来，但通常在下一个春天之前都会留在树上。翅果的尖端扭曲，这使其落下时会旋转，促进风的散播。雌性可以产生大量种子，通常树的每千克有30,000个（每磅14,000个）。

## 分类及命名
臭椿它由法国耶稣会士汤执中（Pierre Nicolas d'Incarville）引进到欧洲之后被首次简短地描述，18世纪40年代，汤执中将树种从北京经由西伯利亚寄给了他的植物学家朋友伯纳·德·裕苏（Bernard de Jussieu）。由于汤执中在长江下游地区观察过漆树（Toxicodendron vernicifluum），它附加说明指出了他寄去的树种是这种外貌相似的、有重要经济意义的树种，而不是臭椿。这造成了分类学接下来几十年的混乱。1751年，裕苏在法国种植了一些种子，并把其他的寄给了切尔西药用植物园的管理员，菲利普·米勒，以及英格兰巴士布里奇的一座外来植物园的所有者，菲利普·C·韦伯。
三个人用三种不同名称对此树加以描述，最先造成了此树名称的混乱。在巴黎，林奈把这种植物叫做Rhus succedanea，而当时它被广泛称作grand vernis du Japon。在伦敦，这些标本被米勒命名为Toxicodendron altissima，在巴士布里奇它被以旧分类系统命名为Rhus Sinese foliis alatis。现存有来自18世纪50年代的记录，记载了菲利普·米勒，和韦伯的植物园的管理者，约翰·埃里斯之间关于合适名称的争论。可是，结果没有决定，更多的名称却很快出现了：雅克布·弗雷德里希·埃尔哈特于1782年观察了乌得勒支的标本并把它命名为Rhus cacodendron。
臭椿属的分类情形在1788年变得清晰，当时雷内·路易士·德斯方坦观察了仍被标作Rhus succedanea的巴黎标本的翅果，得出它不属于漆树属的结论。他公开发表了一篇有文章，附带插图地描述了这种树木，并给了它一个Ailanthus glandulosa的名字，将它和当时叫做A. integrifolia（白合欢树，现在叫做毛叶楠臭椿，学名：A. triphysa）的热带树木分到同一属中。此名来源于安汶语单词ailanto，意思是“天国之树”或“触及天空的树”。种加词glandulosa，是关于叶片上的腺。这个种名持续到了1957年，但终于因为之后在物种级出现了同音词而无效。现在的种名来源于美国种植业部雇用的沃尔特·T·斯温格。他决定结合米勒的旧种名和方坦的属名， 最终接受学名Ailanthus altissima。Altissima是拉丁语的“最高”，昰形容树可以达到的高度。此树的种名（glandulosus or altissimus）有时被错误地列作阳性，而植物学，和古典拉丁语一样，将大多数的树作为阴性。
臭椿有三个变种：
- 臭椿（模式种）（ A. altissima var. altissima）：原产于中国大陆的原变种。
- 台湾臭椿（ A. altissima var. tanakai）：台湾北部高地特有。它和树皮带黄色的种类不同，奇数羽状的叶片也平均较短，为45至60厘米（18至24英寸）长，只有13至25片镰状小叶。[10][11][12]在IUCN紅色名錄中，它被列为受威胁物种中的瀕危物種，因为建筑与工业建设使他们的栖息地丧失。[13]
- 大果臭椿（A. altissima var. sutchuenensis）：不同之处是拥有红色的小枝。[10][11]

## 分布与栖息地
臭椿原产于东亚的中国北部和中部、台湾和朝鲜。台湾主要生长takanai变种。在中国，除甘肃、黑龙江、海南、吉林、宁夏、青海、新疆和西藏外的省都是原产地。
此树偏好潮湿肥沃的土壤，但却适应极大范围的土壤条件和pH值。它耐旱，但不能抗涝。它也不能在阴暗处生长。在中国，臭椿常生长在石灰岩地区。臭椿可以在广泛的气候条件下生存。在其原产地，台湾的高海拔处，和中国大陆海拔较低处都能寻其踪迹在美国，靠近大平原处的干旱区域、阿巴拉契亚山脉南部非常潮湿的区域和下层落基山脉寒冷的区域，都有其生长。长时期的寒冷和雪的覆盖造成顶梢枯死，但这些树却能从根部重新发芽。

### 作为外来植物
臭椿最早的引进，是到朝鲜半岛南部和日本。这种树有可能也原产于这些地方，但通常认为其是很早期的引进。即使在中国本身，它也曾在超出原产地的地方如青海、宁夏和新疆被归化。
在1784年，裕苏将种子寄至英格兰后不久，一些又被一名费城园艺家，威廉·汉密尔顿转寄至美国。在欧洲和美国，它都很快成为了受青睐的观赏植物，尤其是作为行道树；1840年之前，大多苗圃中都有此植物。19世纪90年代，在加利福尼亚淘金潮期间到来的中国移民将此树分别带到加利福尼亚。它在其引进的所有地区都已免于耕种，而在美国范围最广。它在欧洲大部分地区都已归化，包括在德国、奥地利、瑞士、潘诺尼亚地区（即从意大利和匈牙利南至波斯尼亚和黑塞哥维那的东南欧）和地中海盆地的大部分国家。臭椿也被引进至了阿根廷、澳大利亚（在新南威尔士和维多利亚它是公告的杂草）、新西兰（它被列于国家有害植物协定，被评级为“不需要的生物”）、中东和南亚的一些国家如巴基斯坦。
在北美，臭椿存在于东边的马萨诸塞州，西至安大略省南部，西南至艾奥瓦州，南至德克萨斯州，东至佛罗里达州北部。在西海岸它分布在新墨西哥州，西至加利福尼亚州，北至华盛顿州。在其分布地东部的城市的受干扰区，其生长最为广泛，因为很早之前它是作为行道树使用的。它也会沿着道路和铁路生长。例如，2003年在北卡罗来纳州的研究发现臭椿在此州存在于1.7%的公路和铁路边缘，而且每年扩大的分布范围达到4.76%比例的县。相似地，另一次研究实施于弗吉尼亚西南部，确定了臭椿正沿着此州的州际公路系统的大约30%的长度或里程繁盛着。它有时也进入未被干扰的区域，并与本地植物竞争。在北美西部，它在多山地区最为普遍，环绕着老旧寓所和遗弃的采矿作业地点。

## 生态学

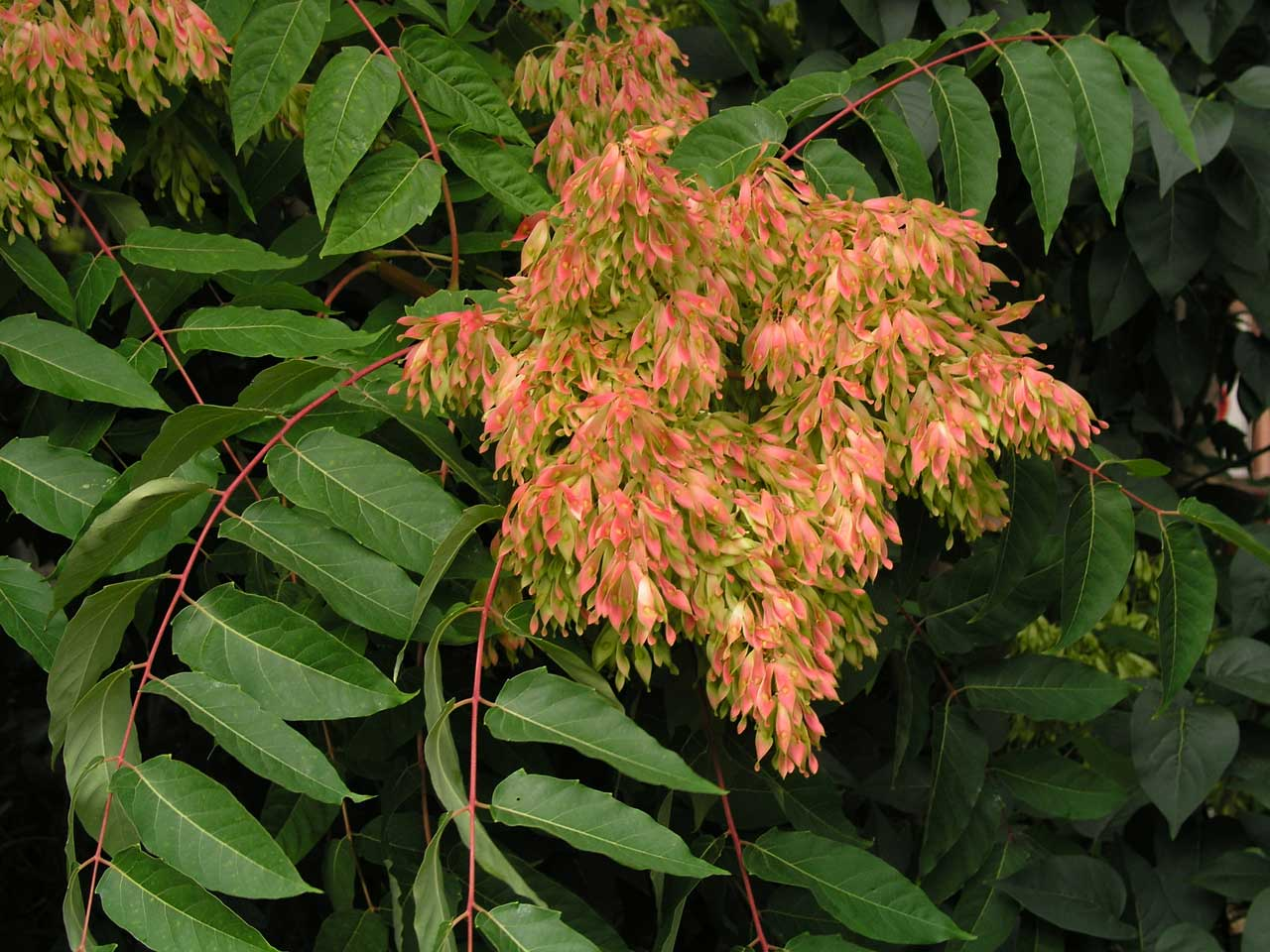
拥有大量种子的雌株，位于西班牙巴利亚多利德。

臭椿是一种投机性的植物，繁盛与阳光充足和受干扰的地区。臭椿攻击性地延伸，既依靠种子传播，植物性地也依靠根萌芽。被砍伐后，它可以迅速地再次发芽。通常认为是一种不喜阴的树种，无法在阴暗环境中竞争，虽然有时发现它与阔叶树竞争，但这样的竞争多是只存在于不得不生长于某个地方的时候。另一方面，在一个纽约的古老铁杉-阔叶树森林的研究中发现，在植物冠窗下，臭椿有能力成功地与当地植物竞争，那里只有全部阳光的2到15%可以透入。同样的研究说明，为了达到林冠，臭椿似乎一定需要缝隙，也就是说，它在短时间内迅速地生长，而不是长时间地缓慢地生长。在任何地方其寿命都不长，很少有生长超过50年的。臭椿是树种中最耐污染的之一，包括二氧化硫污染，它可以用叶吸收。臭椿可以承受水泥的灰尘和煤焦油产生的烟雾，也可以相对较好地对抗臭氧暴露。更甚者， 已经发现它的植物组织里集结了高浓度的汞。
臭椿已被用于重新种植在酸性矿水排水发生的地区，并显示它可以忍耐低至4.1的pH值（近乎番茄汁的酸度）。它可以忍受非常低的磷水平和高的盐水平。由于拥有在根系统中有效储水的能力，此树种的耐旱度非常强。很少有树生存的地方也常见它的踪迹。根也非常具攻击性，可以对地下管道造成伤害。它们常沿着干道组成密林，由于有为防止竞争而产生的毒素，这些密林中很少有其他树种存在。
臭椿会制造一种化感物质，叫做臭椿苦酮，会禁止其他植物的生长。这种禁止物质在树皮和根部最为强劲，但也存在于植物的叶、树干和种子中。一项研究显示，其根皮一种天然的提取物禁止了50%的水芹(Lepidium sativum)种子样本的发芽。这个研究也测试了这种提取物作为水芹、反枝苋 (Amaranthus retroflexus)、苘麻 (Abutilon theophrastii)、金色狗尾草 (Setaria glauca)、稗草 (Echinochloa crusgalli)、豌豆 (Pisum sativum cv. Sugar Snap)和玉米 (Zea mays cv. Silver Queen)的除草剂的表现。它被证实可以杀死除苘麻之外几乎100%的幼苗，而苘麻表现出一些抵抗。另一个实验显示，这种化学物质的水提取物对于11种北美的阔叶树和34种针叶树或致命或有着高度的伤害，但白蜡木(Fraxinus americana)是唯一的未被不利影响的植物。然而，这种化学物质不影响臭椿自己的幼苗，这显示臭椿有一套防御结构来抵御自毒作用。多种植物物种在暴露下已经显示出抵抗的增强。没有优先暴露的族群最易受它们影响。暴露植物产生的种子也比没有暴露的同类显示出更有抵抗力。
臭椿的生长非常迅速，甚至可能是全北美生长最快的。在初始的四年里，每年生长一至两米是很正常的。阴暗处会减缓生长率。较年迈的树，虽然生长的缓慢得多，但仍比其他树种快得多。研究发现加利福尼亚的树只长得比东岸的同更快，而美国的树只又比中国的生长更快。
在北欧，直到第二次世界大战之后臭椿才被认为是在城市中引进了。这是由于臭椿可以占领毁坏的建筑碎片遍布的区域，而其他植物大多不会生长在那。另外，城市中较温暖的微气候比起周围的乡村区域，是一个更合适的栖息地。例如，德国的一项研究发现臭椿生长在柏林72%的人口密度高的地区，25%的郊区和3%的城市外的地区。在欧洲的其他地方并不如此，因为气候足够温和，到处都足以让树木繁盛了。例如，臭椿已经占领了匈牙利的自然区域，并被认为是威胁到了该国的阿格泰莱克国家公园的生物多样性。
少数几种的鳞翅目昆虫会以臭椿叶为食，例如长尾水青蛾 (Actias selene)和宽边黄粉蝶 (Eurema hecabe)。在北美该树是樗草地螟蛾 (Atteva punctella)的寄主植物，尽管这种巢蛾原产于中美洲和南美洲，并且本来是以大多生长在热带的苦木科植物作为寄主的。而在臭椿的原产地，它是和32种的节肢动物和13种的真菌有着联系的。
由于臭椿有着杂草一样的习性，土地所有者和一些组织常常求助于多种抑制办法来减缓其族群生长。例如，瑞士的巴塞尔就有一个针对此树的消灭计划。然而要根除是非常困难的。运用物理、热力、管理、生物或化学的消灭手段都存在。这些手段的一部分结合起来也许最有效，但它们必须能够共存。它们都有积极与负面的作用，而通常最有效的是物理和化学控制的结合。这就需要运用茎叶与根部除草剂来杀灭存在的树只，同时也要手工摘除或刈割幼苗来防止新的生长。

## 用途

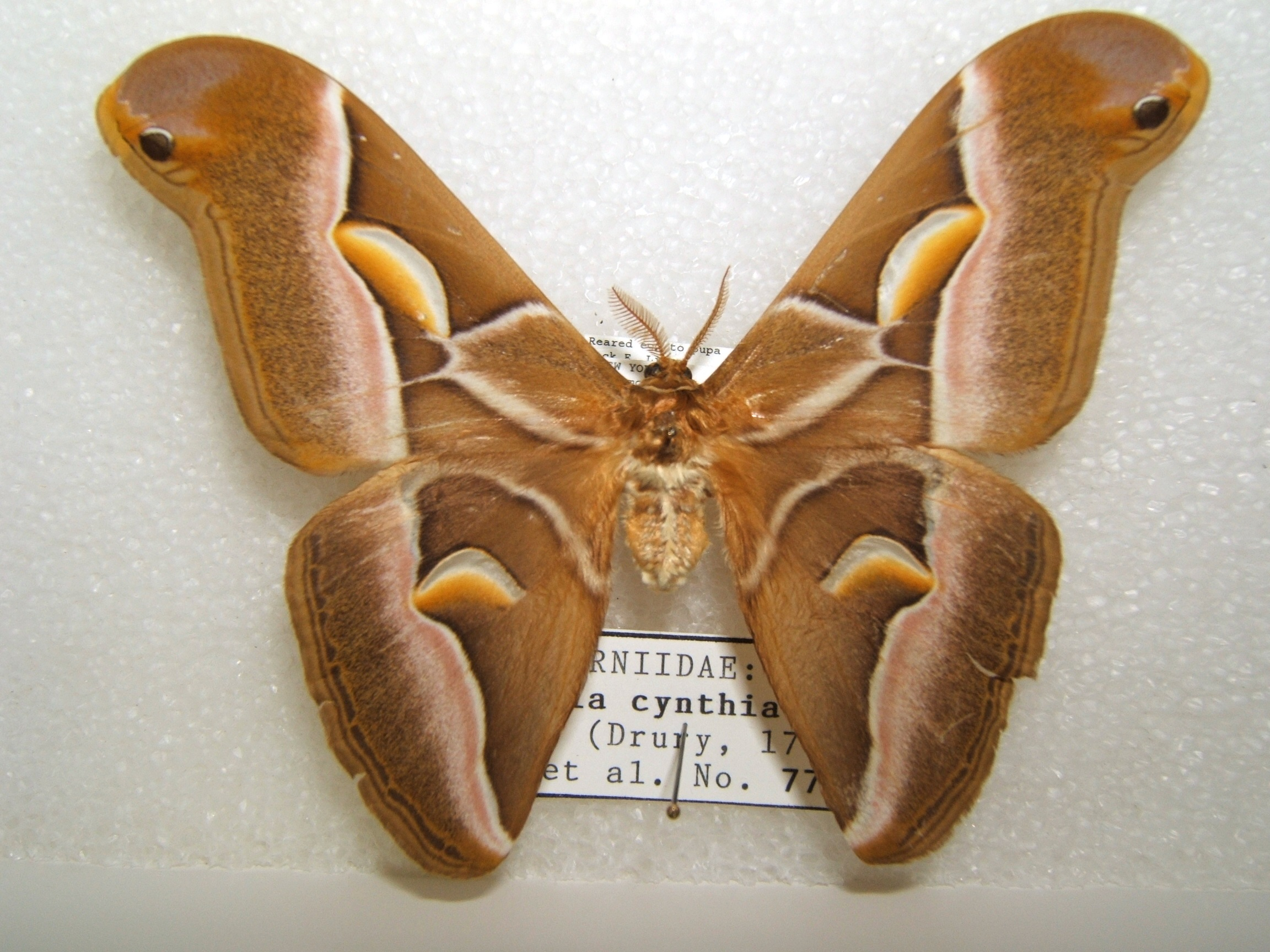
德州A&M大学昆虫收藏中的一只雄性蓖麻蚕

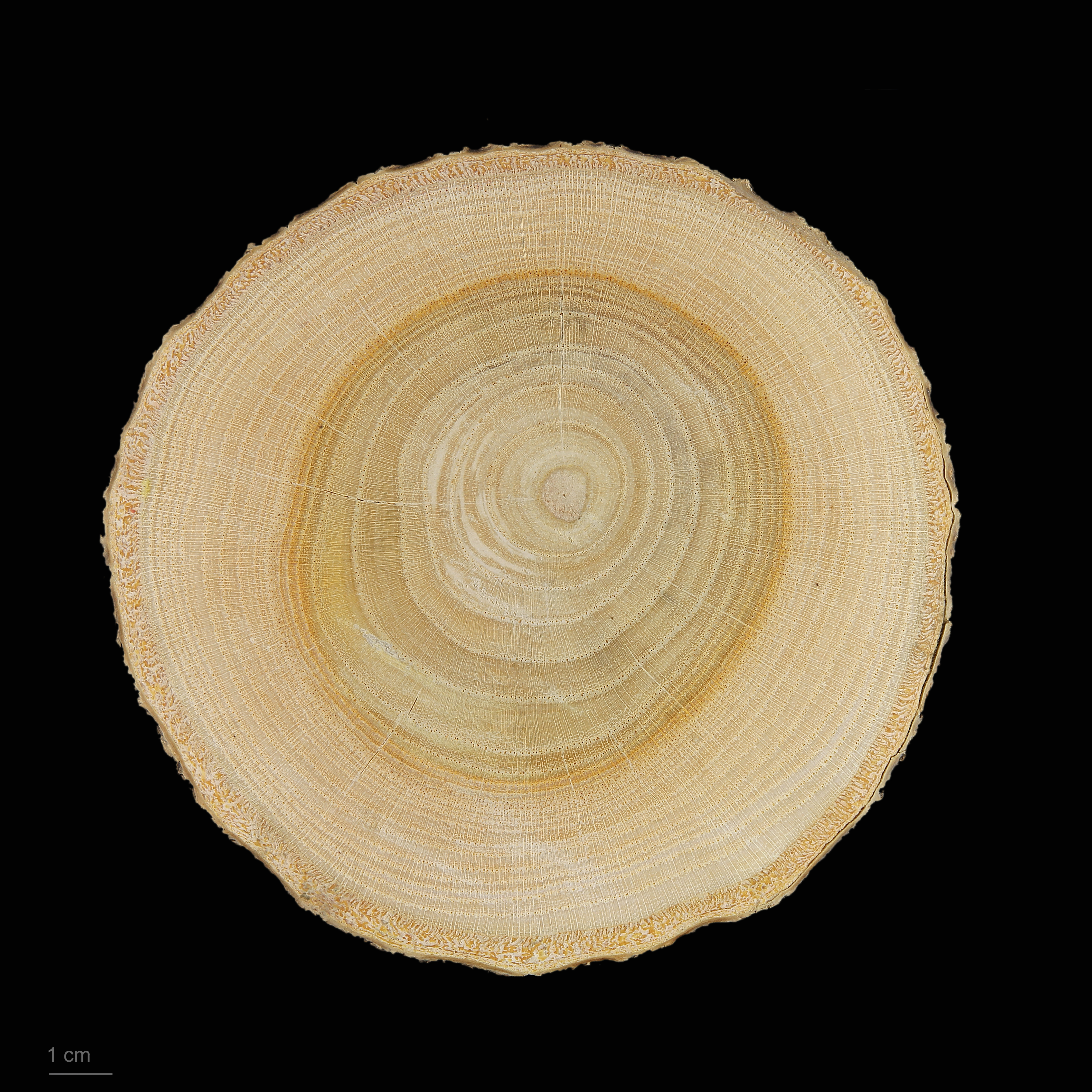
Ailantus altissima

除了用作装饰植物，臭椿可做木材，也拥有药物效用，还可以作为一种叫做蓖麻蚕的蚕的寄主植物，使得生产的丝比起桑树所产的更强韧，成本也更低廉，只是光泽和质感要稍差一些。这种丝绸也不可以染。它也被称为茧绸或者山东丝，后一个名字是因为这种丝绸常被生产于中国的山东省。茧绸在此省的烟台地区特别有名。这种蛾也被引进至了美国。
臭椿的木材是稻子似的白黄色，有着缎子似的手感，已用于制造家具。它易于弯曲，很适合制造厨房的蒸笼，蒸笼是中国菜中重要的蒸馒头、糕点和米饭的工具。中国东部的浙江省做这些蒸笼最是出名。在很多分布范围，它也被看做是一种好的木柴材料，虽然有些硬与重，但是可以轻易得到。然而，用臭椿木来做家具有一些问题。因为在头几年这种树生长很迅速，以致树干内部和外部的质地是不一样的，这造成木材会在晒干时扭曲或是断裂。人们已经想出出一些手段来防止它们晒干时断裂，使得其可以商业丰收了。虽然活者的树常常有很可塑的木材，但一旦合适地晒干之后可能变得相当硬。

### 栽培
臭椿在中国是一种广泛运用的装饰树，其价值在于它容许较困难的生长环境。曾经一度也在欧洲和北美盛行过，但后来，尤其在美国，热潮衰败了下来，这是由于其花簇不讨人喜欢的气味，和其杂草似的习性。由于只有雄性会产生气味，通过只卖雌蕊的植物可以提前防止气味的问题，但是种子的生产亦会导致此问题。在1982年，迈克尔·迪尔，一位有名的美国乔治亚大学的园艺学家与教授，报告说发现了一个找不到购主的种植者。他进一步写道（强调说）：
|                                                    | 在大多景观美化条件下，臭椿几乎没什么价值，因为有太多优质的树可以栽培；但在极其困难的条件下这种树有一些生存空间；人们可以为了其良好的习性，强壮的木质和较好的绿叶而选择臭椿，它的这几方面都会使这种树还比较令人满意；我曾经和一个想要买臭椿的建筑师交谈过，他想将其用于受污染的公路两旁，却苦于找不到充分的支持[...] |
| ——迈克尔·A.迪尔， Manual of Woody Landscape Plants | |

然而，在欧洲，臭椿仍然有时在花园中使用，因为其习性通常没有在美国那样的扩散性。在英国，臭椿尤其常见于伦敦的广场上和公园里，但也常可在南英格兰和东安格利亚的花园。而在北部就很罕见了，只有在南苏格兰少有可见。在爱尔兰也非常稀有。在德国这种树皮普遍种于花园。这种树的栽培在西部变得远没有那么普遍，因为其寿命很短，树干很快会变为空心，使得半径在两英尺以上的树在大风下很不牢固。
臭椿存在少量的栽培品种，但在中国以外很少有售，在北美可能就完全没有卖:
- ‘红叶臭椿’ – 如名字所示，其有引人入胜的鲜艳的红叶。[40]
- ‘千头椿’[40]
- ‘小叶臭椿’ – 一种雄性栽培品种，树冠比通常的更浓密，习性没有那么似草。[41]
- ‘红果臭椿’ – 其果实是引人注目的红色。[41]
- ‘垂叶臭椿’ – 树叶悬挂优雅，形态修长。[41]

### 药用
臭椿的几乎每一个部分都于中医中有所应用。公元732年一部文献中记录的最老的药方之一，是用于治疗精神疾病的。此药方用到了斩碎的根部原料、童子尿和豆豉。静置一天之后滤去液体，然后在几天的疗程中给病人服用。
另一个公元684年唐朝期间的，记录在李时珍的《本草纲目》中的资料来源中记录，当内服树叶时，会使人语无伦次并感到困乏，但外用时可以有效地疖、脓疮和发痒症状。而李时珍记录的另一个药方用叶来治疗秃头。这个配方需要需要一起碾碎臭椿、梓木与桃树的嫩叶，然后得到液体来敷在头皮上以刺激头发的生长。
然而，干燥的树皮仍然是一种成药，并在现代中国中药学中称为“椿白皮”。现在的工作详细地研究它，讨论其化学成分、如何鉴别产品与其制药的用途。在春季或秋季砍伐，剥下树皮，然后丢弃最硬的和最外部的部分，之后再晒干，用水浸泡，将部分用篮子装着重新晒干，最终切为长条。树皮据说有降温和收敛剂的性质，主要用于治疗痢疾、肠出血、月经过多症和遗精。其总量被规定在仅仅4到10克之间，以避免病人中毒。李时珍的本草纲目中有18种需要臭椿树皮的药方。亚洲和欧洲的化学家找到了一些其药用的原因，它包括许多活跃的化学物质，包括苦木素和皂苷，而臭椿的化感物质，臭椿苦酮，是一种已知的抗疟药.它在许多经销中药的商店里都可见到。处的根皮一种酊已成功用于治疗心悸、哮喘和癫痫。
臭椿的翅果也用于现代中药，叫做“凤眼草”。它们用作止血剂、治疗遗精和粪便或尿液中带血的病人。临床显示也可以治疗滴虫病，一种原生动物造成的阴道传染病“阴道毛滴虫”。在西方，一种以异名A. glandulosa销售的树皮榨取物有时用作草药，来治疗包括癌的多种疾病。
轶闻证据显示这种植物可能有些许毒性。有害的气味可能造成恶心和头疼，还有人类和绵羊都出现过的接触性皮炎，绵羊更发展出虚弱和瘫痪的症状。臭椿包含一种苯醌刺激物，2,6-二甲氧苯醌，以及活跃的苦木苦味素（臭椿苦酮也是其中一种），这些可以解释这种影响，然而，这些物质也被证实很难甚至不可能在人类或山羊体内繁殖。在一次尝试试验中，一种花和叶中的酊造成了恶心，呕吐和肌肉松弛的症状。

## 文化

### 中国
除了臭椿多样的用途，很多世纪以来，它都是中国文化的一部分，最近也在西方达到了一个相似的地位。在现存最古老的字典，在公元前3世纪撰写的《尔雅》中，臭椿写作“樗”（读音为“出”），并在树木清单中列在第二的位置。

但由于树臭椿形散乱，材质疏松，不堪使用，偏偏叶子上还有散发臭味的腺体，因而这种树木也被看作是一种“恶木”，只配用来烧柴，或是用于制作木砖，放在墙根以隔绝潮湿之气。臭椿也在中国最早的诗歌总集《诗经》中出现过，被用来比兴，象征着时运不济。其诗曰：
|                 | 我行其野，蔽芾其樗。婚姻之故，言就尔居。尔不我畜，复我邦家。 |
| ——《诗经·小雅》 |                                                              |

在一部公元656年的唐朝时期汇编的一部中药学著作中又再次提及臭椿。然而，每部著作所描述的特性却并不相同，现在中国植物学界也仍然存在一些争议，关于应该采纳哪一个描述。现在的名称，“臭椿”是一个比较新的名字。住在靠近黄河下游的人们将其称作“椿树”。这个名字是源自臭椿是最晚结束休眠的树木之一的事实，因此当其叶片长出时，就指出冬天真的结束了。
在中国文学中，臭椿常用于一个极端的象征，用他的树桩来比喻一个惯坏了的孩子。人们会把一个孩子叫做“樗材”，即“一无是处的臭椿树桩发的芽”，意思是这个孩子很不可靠。这起源于道家哲人庄子的同名著作：臭椿从树桩处的芽发展起来，因此形状不规则，完全不适合于做木工。后来学者用臭椿作为比喻，像它树桩的芽一样，如果不遵守规则和传统，就不可能发展成会一个有价值的人。

另外，被大多数世俗之人定性为废物的臭椿树，在唐宋之际时常被文人用来自谦。唐朝诗人白居易就有诗云：
|              | 香檀文桂苦雕镌，生理何曾得自全。知我无材老樗否，一枝不损尽天年。 |
| ——《林下樗》 |                                                                  |

### 美国
贝蒂·史密斯于1943年出版的《布鲁克林有棵树》使用臭椿作为其中心象征，以它来类比在逆境中茁壮的能力。那时和现在一样，臭椿在不起眼的城市角落很常见。她写道：
|                            | 在纽约的布鲁克林，长着一种树，有人称之为天堂树。不管它的种子落到什么地方，都会长出一棵树来，向着天空，努力生长。这树长在四周围满木篱的空场子里，或是从无人留意的垃圾堆里钻出来。它从地窖的格子窗里伸出来。它也是唯一能在水泥地里长出来的树。它长得很茂盛……没有阳光和水也能生存，甚至似乎不需要泥土。如果不是哪个地方它太多了，人们总会认为它很美。 |
| ——《布鲁克林有棵树》，介绍 | |

由于臭椿非常多产，导致其有很强的入侵性，并且根除十分困难，臭椿有时有个相反的绰号叫“地狱树"，在美国的几个地方，这个物种有个绰号叫"ghetto palm"，因为它有在城市不讨喜的条件下，或在废弃的、维护糟糕的不动产上生长的习性。
直到2008年3月26日为止，在位于纽约皇后区的野口勇博物馆的雕塑公园中，一颗18米高的臭椿一直是一个绝佳的 "中心装饰品。这棵树是雕塑家野口勇留下的，在1975年他买下了这座建筑，要把它变成一座博物馆，并清理了其后院。他只在院子里留下了这一棵树，员工会和他在这棵树下吃午餐。 "有一种感觉，雕塑公园似乎是围绕这棵树设计的"，野口勇的一个前助手，邦妮·里奇拉克，这样说，她后来变成了博物馆的馆长。2008年之前，人们发现这棵老树快死了，而且有倒向建筑的危险，而这座建筑也快需要大整修了。博物馆雇佣了一个艺术家组织，底特律天堂树木工店，来把木材做成建筑周围的长凳、雕塑和其他设施。他们数了这棵树的年轮，显示其年龄是75岁，而博物馆希望它可以通过吸枝再生。

### 欧洲
英果·费特尔，一个瑞典于默奥大学的德国艺术家和美术教授，受"ghetto palm"这个绰号的影响而萌发创意。2004年，他从底特律带回了一株活臭椿，把它放在一个在柏林KW当代艺术研究所进行的、称为“收缩城市”的国际艺术展上展示。